# Tornei di tennis femminili nel 1946
Prima della nascita del WTA Tour, ossia l'apertura alle tenniste professioniste dei tornei che prima di quell'anno erano riservati alle tenniste dilettanti, tutti gli eventi più importanti erano amatoriali, tra questi c'erano i tornei del Grande Slam: gli Australian Championships, gli Internazionali di Francia, il Torneo di Wimbledon e gli U.S. National Championships.

## Gennaio
| Settimana  | Torneo                                                                                | Vincitore                                              | Finalista                            | Semifinalisti | Eliminati ai quarti |
| ---------- | ------------------------------------------------------------------------------------- | ------------------------------------------------------ | ------------------------------------ | ------------- | ------------------- |
| gennaio    | International Christmas Tournament 1946 Barcellona, Spagna Singolare - Doppio         | Riba 4-6 6-4 6-1                                       | Puig                                 |               |                     |
| gennaio    | International Christmas Tournament 1946 Barcellona, Spagna Singolare - Doppio         |                                                        |                                      |               |                     |
| gennaio    | Western Province Championships 1946 Città del Capo, Sudafrica Singolare - Doppio      | Robbins 2-6 9-7 7-5                                    | Mary Muller                          |               |                     |
| gennaio    | Western Province Championships 1946 Città del Capo, Sudafrica Singolare - Doppio      |                                                        |                                      |               |                     |
| gennaio    | Southern Transvaal Championships 1946 Johannesburg, Sudafrica Singolare - Doppio      | Sheila Piercey Summers                                 | Joan Warren                          |               |                     |
| gennaio    | Southern Transvaal Championships 1946 Johannesburg, Sudafrica Singolare - Doppio      |                                                        |                                      |               |                     |
| 1º gennaio | South Australian Championships 1946 Adelaide, Australia Singolare - Doppio            | Nancy Wynne 6-3 6-4                                    | Dulice Whittaker                     |               |                     |
| 1º gennaio | South Australian Championships 1946 Adelaide, Australia Singolare - Doppio            | Nancy Wynne Mary Toomey 86 64                          | Dulice Whittaker Alison Burton       |               |                     |
| 2 gennaio  | Florida State Public Court Championships 1946 Fort Lauderdale, USA Singolare - Doppio | Laura Lou Jahn Kunnen 6-1 7-5                          | Franke Clarke                        |               |                     |
| 2 gennaio  | Florida State Public Court Championships 1946 Fort Lauderdale, USA Singolare - Doppio | Shirley Fry Betty Rosenquest Pratt                     | Eleanor Purdy Cushingham Baba Lewis  |               |                     |
| 12 gennaio | New Zealand Championships 1946 Auckland, Nuova Zelanda Singolare - Doppio             | Margaret Beverley 7-5 8-6                              | Janette Robb                         |               |                     |
| 12 gennaio | New Zealand Championships 1946 Auckland, Nuova Zelanda Singolare - Doppio             | Mrs. J.J. McVay Mrs. J. Graham 6-3 2-6 9-7             | Margaret Beverley Mrs. R. W. Smith   |               |                     |
| 12 gennaio | New Zealand Championships 1946 Auckland, Nuova Zelanda Singolare - Doppio             | Doppio misto: Margaret Beverley J.W. Gunn 8-10 6-3 7-5 | Mrs. J.J. McVay Ron McKenzie         |               |                     |
| 12 gennaio | Cumberland Championships 1946 Sydney, Australia Singolare - Doppio                    | Joyce Fitch 5-7 6-4 6-4                                | Alison Hattersley                    |               |                     |
| 12 gennaio | Cumberland Championships 1946 Sydney, Australia Singolare - Doppio                    | Joyce Fitch Mary Bevis-Hawton 6-0 6-2                  | C Morgan Phyllis Finn                |               |                     |
| 12 gennaio | Cumberland Championships 1946 Sydney, Australia Singolare - Doppio                    | Doppio misto: Bill Sidwell Joyce Fitch 1-6 6-2 6-3     | Noel Kirkby Mary Bevis-Hawton        |               |                     |
| 12 gennaio | Sydney Manly Seaside Championships 1946 Sydney, Australia Singolare - Doppio          | Pat Jones 6-1 6-4                                      | Joyce Fitch                          |               |                     |
| 12 gennaio | Sydney Manly Seaside Championships 1946 Sydney, Australia Singolare - Doppio          | Joyce Fitch Mary Bevis-Hawton 6-1 6-1                  | Pat Jones N Reid                     |               |                     |
| 12 gennaio | Sydney Manly Seaside Championships 1946 Sydney, Australia Singolare - Doppio          | Doppio misto: Don Rocavert Joyce Fitch 6-2 6-1         | Wendy Gilchrist James Gilchrist      |               |                     |
| 13 gennaio | La Jolla Invitational 1946 La Jolla, USA Singolare - Doppio                           | Pauline Betz 7-9 6-3 6-3                               | Dorothy Bundy Cheney                 |               |                     |
| 13 gennaio | La Jolla Invitational 1946 La Jolla, USA Singolare - Doppio                           |                                                        |                                      |               |                     |
| 13 gennaio | La Jolla Invitational 1946 La Jolla, USA Singolare - Doppio                           | Doppio misto: Gussie Moran Tom Falkenburg 6-1 6-3      | Margaret Varner John Sisson          |               |                     |
| 13 gennaio | Dixie Championships 1946 Tampa, USA Terra rossa Singolare - Doppio                    | Baba Lewis 6-3 6-4                                     | Batty Ruth Hulbert                   |               |                     |
| 13 gennaio | Dixie Championships 1946 Tampa, USA Terra rossa Singolare - Doppio                    | Eleanor Purdy Cushingham Baba Lewis 6-4 6-2            | Helen Cowles Leonard Helen Marcum    |               |                     |
| 19 gennaio | Florida West Coast Championships 1946 Saint Petersburg, USA Singolare - Doppio        | Eleanor Cushingham 3-6 8-6 6-3                         | Baba Lewis                           |               |                     |
| 19 gennaio | Florida West Coast Championships 1946 Saint Petersburg, USA Singolare - Doppio        |                                                        |                                      |               |                     |
| 21 gennaio | Florida State Championships 1946 Orlando, USA Terra rossa Singolare - Doppio          | Shirley Fry 6-0 2-6 6-3                                | Eleanor Cushingham                   |               |                     |
| 21 gennaio | Florida State Championships 1946 Orlando, USA Terra rossa Singolare - Doppio          | Shirley Fry Betty Rosenquest Pratt 6-4 6-4             | Eleanor Cushingham Baba Madden Lewis |               |                     |
| 29 gennaio | Australian Championships 1946 Adelaide, Australia Erba Singolare - Doppio             | Nancy Wynne 6-4 6-4                                    | Joyce Fitch                          |               |                     |
| 29 gennaio | Australian Championships 1946 Adelaide, Australia Erba Singolare - Doppio             | Joyce Fitch Mary Bevis-Hawton 9-7, 6-4                 | Nancy Wynne Thelma Coyne             |               |                     |

## Febbraio
| Settimana   | Torneo                                                                        | Vincitore                                              | Finalista                          | Semifinalisti | Eliminati ai quarti |
| ----------- | ----------------------------------------------------------------------------- | ------------------------------------------------------ | ---------------------------------- | ------------- | ------------------- |
| 4 febbraio  | University of Miami Championships 1946 Coral Gables, USA Singolare - Doppio   | Doris Hart 1-6 11-9 6-3                                | Helen Rihbany                      |               |                     |
| 4 febbraio  | University of Miami Championships 1946 Coral Gables, USA Singolare - Doppio   |                                                        |                                    |               |                     |
| 11 febbraio | South Florida Championships 1946 West Palm Beach, USA Singolare - Doppio      | Shirley Fry 6-2 2-6 6-1                                | Eleanor Purdy Cushingham           |               |                     |
| 11 febbraio | South Florida Championships 1946 West Palm Beach, USA Singolare - Doppio      | Eleanor Purdy Cushingham Baba Lewis 6-0 5-7 7-5        | Shirley Fry Betty Rosenquest Pratt |               |                     |
| 17 febbraio | Swedish Covered Court Championships 1946 Stoccolma, Svezia Singolare - Doppio | Mary Lagerborg 6-2 6-1                                 | Alva Bjork                         |               |                     |
| 17 febbraio | Swedish Covered Court Championships 1946 Stoccolma, Svezia Singolare - Doppio |                                                        |                                    |               |                     |
| 17 febbraio | Swedish Covered Court Championships 1946 Stoccolma, Svezia Singolare - Doppio | Doppio misto: Alva Bjork Torsten Johansson 4-6 9-7 6-3 | Ingrid Svan Sven Låftman           |               |                     |

## Marzo
| Settimana | Torneo                                                                               | Vincitore                                          | Finalista                                | Semifinalisti | Eliminati ai quarti |
| --------- | ------------------------------------------------------------------------------------ | -------------------------------------------------- | ---------------------------------------- | ------------- | ------------------- |
| marzo     | Monte Carlo Cup 1946 Monte Carlo, Monte Carlo Singolare - Doppio                     | Effie Peters 6-4 1-6 6-2                           | Billie Yorke                             |               |                     |
| marzo     | Monte Carlo Cup 1946 Monte Carlo, Monte Carlo Singolare - Doppio                     |                                                    |                                          |               |                     |
| 10 marzo  | Northern Suburbs Hard Court Championships 1946 Killara, Australia Singolare - Doppio | Pat Jones 6-2 7-5                                  | Joyce Fitch                              |               |                     |
| 10 marzo  | Northern Suburbs Hard Court Championships 1946 Killara, Australia Singolare - Doppio | Pat Jones Joyce Fitch 6-4 6-1                      | Clare Proctor Dot Jenkins                |               |                     |
| 10 marzo  | Western Suburbs Championships 1946 Sydney, Australia Singolare - Doppio              | Pat Jones 6-1 6-4                                  | Hobbs                                    |               |                     |
| 10 marzo  | Western Suburbs Championships 1946 Sydney, Australia Singolare - Doppio              |                                                    |                                          |               |                     |
| 28 marzo  | US Indoors 1946 Brookline, USA Singolare - Doppio                                    | Helen Rihbany 7-5 6-4                              | Kay Hubbell                              |               |                     |
| 28 marzo  | US Indoors 1946 Brookline, USA Singolare - Doppio                                    | Helen Rihbany Ruth Carter 6-3 6-2                  | Edith Sigourney Hazel Hotchkiss Wightman |               |                     |
| 28 marzo  | US Indoors 1946 Brookline, USA Singolare - Doppio                                    | Doppio misto: Helen Rihbany George Mandell 6-0 6-1 | Mary De Young Robert Stewart             |               |                     |

## Aprile
| Settimana | Torneo                                                                                               | Vincitore                                                      | Finalista                               | Semifinalisti | Eliminati ai quarti |
| --------- | --- | -------------------------------------------------------------- | --------------------------------------- | ------------- | ------------------- |
| aprile    | South African Championships 1946 Johannesburg, Sudafrica Singolare - Doppio                          | Mary Muller 6-4 6-4                                            | Olive Plessis                           |               |                     |
| aprile    | South African Championships 1946 Johannesburg, Sudafrica Singolare - Doppio                          | Mary Muller Olive Craze Plessis 6-2 4-6 8-6                    | Joan Austin Beryl Nichols               |               |                     |
| aprile    | South African Championships 1946 Johannesburg, Sudafrica Singolare - Doppio                          | Doppio misto: Sheila Piercey Summers Eric Sturgess 2-6 6-3 9-7 | Bobbie Heine-Miller Norman Farquharson  |               |                     |
| 7 aprile  | Egyptian International Alexandria Championships 1946 Alessandria d'Egitto, Egitto Singolare - Doppio | Simonne Mathieu 6-1 6-1                                        | Vera Mattar                             |               |                     |
| 7 aprile  | Egyptian International Alexandria Championships 1946 Alessandria d'Egitto, Egitto Singolare - Doppio |                                                                |                                         |               |                     |
| 14 aprile | Beverly Hills Invitation 1946 Los Angeles, USA Cemento Singolare - Doppio                            | Pauline Betz 6-3 6-1                                           | Dorothy Bundy Cheney                    |               |                     |
| 14 aprile | Beverly Hills Invitation 1946 Los Angeles, USA Cemento Singolare - Doppio                            |                                                                |                                         |               |                     |
| 20 aprile | Cumberland Hard Court Championships 1946 Hampstead, Gran Bretagna Singolare - Doppio                 | Joan Curry 7-5 6-4                                             | Betty Hilton                            |               |                     |
| 20 aprile | Cumberland Hard Court Championships 1946 Hampstead, Gran Bretagna Singolare - Doppio                 |                                                                |                                         |               |                     |
| 21 aprile | Albury Easter Tournament 1946 Albury, Australia Singolare - Doppio                                   | Mary Toomey Martin 4-6 6-3 6-4                                 | Dulice Whittaker                        |               |                     |
| 21 aprile | Albury Easter Tournament 1946 Albury, Australia Singolare - Doppio                                   |                                                                |                                         |               |                     |
| 21 aprile | River Oaks International Tennis Tournament 1946 Houston, USA Singolare - Doppio                      | Virginia Wolfenden Kovacs 6-4 6-4                              | Eleanor Purdy Cushingham                |               |                     |
| 21 aprile | River Oaks International Tennis Tournament 1946 Houston, USA Singolare - Doppio                      | C Weiss F. Heyck                                               | Ellie Motter Mrs. Austin                |               |                     |
| 21 aprile | River Oaks International Tennis Tournament 1946 Houston, USA Singolare - Doppio                      | Doppio misto: Virginia Kovacs Bill Talbert 8-6 7-5             | Eleanor Purdy Cushingham Gardnar Mulloy |               |                     |
| 22 aprile | Northern Rivers Championships 1946 Lismore, Australia Singolare - Doppio                             | Joyce Fitch 6-4 6-1                                            | Mary Bevis-Hawton                       |               |                     |
| 22 aprile | Northern Rivers Championships 1946 Lismore, Australia Singolare - Doppio                             |                                                                |                                         |               |                     |
| 22 aprile | Darling Downs Championships 1946 Toowoomba, Australia Singolare - Doppio                             | Norma Martin 2-6 6-1 6-1                                       | Emily Niemeyer                          |               |                     |
| 22 aprile | Darling Downs Championships 1946 Toowoomba, Australia Singolare - Doppio                             |                                                                |                                         |               |                     |
| 23 aprile | Western Australian Championships 1946 Perth, Australia Singolare - Doppio                            | Wood McDermott 6-3 6-3                                         | Edwards                                 |               |                     |
| 23 aprile | Western Australian Championships 1946 Perth, Australia Singolare - Doppio                            | Prindiville Cook 6-3 2-6 6-0                                   | King Nathan                             |               |                     |
| 23 aprile | Western Australian Championships 1946 Perth, Australia Singolare - Doppio                            | Doppio misto: Wood McDermott J Wood McDermott 6-4 9-7          | R Ryan M Bonner                         |               |                     |
| 24 aprile | Corowa Easter Tournament 1946 Corowa, Australia Singolare - Doppio                                   | Nancy Wynne 6-1 6-3                                            | Joan Hartigan                           |               |                     |
| 24 aprile | Corowa Easter Tournament 1946 Corowa, Australia Singolare - Doppio                                   | Nancy Wynne Bolton McGowling 6-2 6-3                           | Joan Hartigan R McPherson               |               |                     |
| 24 aprile | Corowa Easter Tournament 1946 Corowa, Australia Singolare - Doppio                                   | Doppio misto: I Trethowan Nancy Wynne Bolton 3-6 6-1 6-4       | H Bathurst Joan Hartigan                |               |                     |
| 24 aprile | Tasmanian Championships 1946 Hobart, Australia Singolare - Doppio                                    | M. Turner 6-3 6-1                                              | F.J. White                              |               |                     |
| 24 aprile | Tasmanian Championships 1946 Hobart, Australia Singolare - Doppio                                    | FJ White M Turner 6-1 6-4                                      | P Tracey J Manser                       |               |                     |
| 24 aprile | Tasmanian Championships 1946 Hobart, Australia Singolare - Doppio                                    | Doppio misto: John Bromwich P Tracey 2-6 6-2 6-3               | Lionel Brodie JL McGough                |               |                     |
| 27 aprile | Paddington Hard Court Championships 1946 Paddington, Gran Bretagna Singolare - Doppio                | Jean Bostock 8-6 6-4                                           | Kay Stammers Menzies                    |               |                     |
| 27 aprile | Paddington Hard Court Championships 1946 Paddington, Gran Bretagna Singolare - Doppio                |                                                                |                                         |               |                     |

## Maggio
| Settimana | Torneo                                                                                          | Vincitore                                                | Finalista                                 | Semifinalisti | Eliminati ai quarti |
| --------- | ----------------------------------------------------------------------------------------------- | -------------------------------------------------------- | ----------------------------------------- | ------------- | ------------------- |
| 5 maggio  | British Hard Court Championships 1946 Bournemouth, Gran Bretagna Terra rossa Singolare - Doppio | Jean Bostock 6-3 6-4                                     | Kay Stammers Menzies                      |               |                     |
| 5 maggio  | British Hard Court Championships 1946 Bournemouth, Gran Bretagna Terra rossa Singolare - Doppio | Jean Bostock Kay Stammers Menzies 10-8 6-1               | Joan Ingram Billie Yorke                  |               |                     |
| 6 maggio  | Maroochy Tennis Championships 1946 Nambour, Australia Singolare - Doppio                        | Emily Niemeyer 6-4 6-4                                   | Dorn McGill Fogarty                       |               |                     |
| 6 maggio  | Maroochy Tennis Championships 1946 Nambour, Australia Singolare - Doppio                        | Emily Niemeyer Longland 6-4 6-2                          | Dorn McGill Fogarty Wright                |               |                     |
| 6 maggio  | Maroochy Tennis Championships 1946 Nambour, Australia Singolare - Doppio                        | Doppio misto: GE Brown Dorn McGill Fogarty 3-6 6-3 6-4   | L Hancock Emily Niemeyer                  |               |                     |
| 26 maggio | River Plate Championships 1946 Buenos Aires, Argentina Singolare - Doppio                       | Maria Teran de Weiss 6-2 7-5                             | Felissa Piedrola                          |               |                     |
| 26 maggio | River Plate Championships 1946 Buenos Aires, Argentina Singolare - Doppio                       | Felissa Piedrola Denise Zappa 10-8 2-6 8-6               | Maria Teran de Weiss Margarita de Fitting |               |                     |
| 26 maggio | River Plate Championships 1946 Buenos Aires, Argentina Singolare - Doppio                       | Doppio misto: Maria Teran de Weiss Enrique Morea 6-4 6-4 | Felisa Piedrola Frank Shields             |               |                     |

## Giugno
| Settimana | Torneo                                                                            | Vincitore                                                  | Finalista                                | Semifinalisti | Eliminati ai quarti |
| --------- | --------------------------------------------------------------------------------- | ---------------------------------------------------------- | ---------------------------------------- | ------------- | ------------------- |
| 8 giugno  | Northern Championships 1946 Manchester, Gran Bretagna Singolare - Doppio          | Margaret Osborne 6-1 6-3                                   | Louise Brough                            |               |                     |
| 8 giugno  | Northern Championships 1946 Manchester, Gran Bretagna Singolare - Doppio          | Louise Brough Margaret Osborne 6-1 6-2                     | Joan Ingram Jean Rinkel-Quertier         |               |                     |
| 8 giugno  | Northern Championships 1946 Manchester, Gran Bretagna Singolare - Doppio          | Doppio misto: Louise Brough Derek Barton 6-2 5-7 8-6       | Joan Ingram Eric Kilby                   |               |                     |
| 9 giugno  | Heart of America Tournament 1946 Kansas City, USA Singolare - Doppio              | Virginia Wolfenden Kovacs 11-9 6-3                         | Mary Arnold Prentiss                     |               |                     |
| 9 giugno  | Heart of America Tournament 1946 Kansas City, USA Singolare - Doppio              |                                                            |                                          |               |                     |
| 15 giugno | Kent Championships 1946 Beckenham, Gran Bretagna Erba Singolare - Doppio          | Vera Dace 6-4 6-3                                          | Betty Nuthall                            |               |                     |
| 15 giugno | Kent Championships 1946 Beckenham, Gran Bretagna Erba Singolare - Doppio          | Joan Ingram Jean Quertier 7-5 3-6 8-6                      | Betty Nuthall Peggy Vivian               |               |                     |
| 15 giugno | West of England Championships 1946 Bristol, Gran Bretagna Erba Singolare - Doppio | Joy Hibbert 3-6 6-3 6-2                                    | Moss                                     |               |                     |
| 15 giugno | West of England Championships 1946 Bristol, Gran Bretagna Erba Singolare - Doppio |                                                            |                                          |               |                     |
| 17 giugno | Victorian Hard Court Championships 1946 Melbourne, Australia Singolare - Doppio   | Constance Coate Wilson 2-6 7-5 6-1                         | Alison Burton Baker                      |               |                     |
| 17 giugno | Victorian Hard Court Championships 1946 Melbourne, Australia Singolare - Doppio   | Alison Burton Baker Dulice Whittaker 8-6 6-1               | S Johnston C Watt                        |               |                     |
| 17 giugno | Victorian Hard Court Championships 1946 Melbourne, Australia Singolare - Doppio   | Doppio misto: Torneo non terminato in questa settimana     |                                          |               |                     |
| 17 giugno | Torneo di Wagga Wagga 1946 Wagga Wagga, Australia Singolare - Doppio              | Clare Proctor 6-3 6-0                                      | Wendy Gilchrist                          |               |                     |
| 17 giugno | Torneo di Wagga Wagga 1946 Wagga Wagga, Australia Singolare - Doppio              | Wendy Gilchrist Grant 6-3 8-6                              | O'Brien J Penman                         |               |                     |
| 17 giugno | Torneo di Wagga Wagga 1946 Wagga Wagga, Australia Singolare - Doppio              | Doppio misto: John Bromwich Grant 6-0 4-6 6-2              | O'Brien Clare Proctor                    |               |                     |
| 22 giugno | Queen's Club Championships 1946 Londra, Gran Bretagna Erba Singolare - Doppio     | Pauline Betz 6-8 6-3 6-3                                   | Margaret Osborne                         |               |                     |
| 22 giugno | Queen's Club Championships 1946 Londra, Gran Bretagna Erba Singolare - Doppio     | Louise Brough Margaret Osborne 6-2 6-4                     | Pauline Betz Doris Hart                  |               |                     |
| 23 giugno | Southern Championships 1946 Louisville, USA Singolare - Doppio                    | Mary Arnold Prentiss 6-2 7-5                               | Shirley Fry                              |               |                     |
| 23 giugno | Southern Championships 1946 Louisville, USA Singolare - Doppio                    | Shirley Fry Mary Arnold Prentiss 6-2 6-3                   | Barbara Scofield-Davidson Nancy Morrison |               |                     |
| 23 giugno | Southern Championships 1946 Louisville, USA Singolare - Doppio                    | Doppio misto: Batty Ruth Hulbert Alejo Russell 6-0 1-6 6-4 | Mary Arnold Prentiss Charles Hubbard     |               |                     |

## Luglio
| Settimana | Torneo                                                                                  | Vincitore                                                  | Finalista                                 | Semifinalisti | Eliminati ai quarti |
| --------- | --------------------------------------------------------------------------------------- | ---------------------------------------------------------- | ----------------------------------------- | ------------- | ------------------- |
| luglio    | Natal Championships 1946 Durban, Sudafrica Singolare - Doppio                           | Sheila Piercey Summers 1-6 6-4 6-3                         | Mary Muller                               |               |                     |
| luglio    | Natal Championships 1946 Durban, Sudafrica Singolare - Doppio                           | Olive Craze Plessis Sheila Piercey Summers 6-3 6-2         | Bobbie Heine-Miller Margaret Morphew      |               |                     |
| luglio    | Natal Championships 1946 Durban, Sudafrica Singolare - Doppio                           | Doppio misto: Sheila Piercey Summers Eric Sturgess 6-4 6-4 | Bobbie Heine-Miller Norman Farquharson    |               |                     |
| luglio    | Canadian Championships 1946 Toronto, Canada Singolare - Doppio                          | Baba Madden Lewis 6-1 6-3                                  | Noreen Haney                              |               |                     |
| luglio    | Canadian Championships 1946 Toronto, Canada Singolare - Doppio                          | Baba Lewis Noreen Haney 6-1 6-3                            | Enid Nichols Doris Ell                    |               |                     |
| luglio    | Canadian Championships 1946 Toronto, Canada Singolare - Doppio                          | Doppio misto: Baba Lewis Morey Lewis 6-8 6-2 6-1           | Noreen Haney Brendan Macken               |               |                     |
| 1º luglio | Tri-State Championships 1946 Cincinnati, USA Singolare - Doppio                         | Virginia Wolfenden Kovacs 6-4 6-1                          | Shirley Fry                               |               |                     |
| 1º luglio | Tri-State Championships 1946 Cincinnati, USA Singolare - Doppio                         | Mary Arnold Prentiss Shirley Fry Irvin 6-3, 6-4            | Virginia Kovacs Barbara Scofield          |               |                     |
| 7 luglio  | US Clay Court Championships 1946 River Forest, USA Singolare - Doppio                   | Barbara Krase 10-8 6-4                                     | Virginia Wolfenden Kovacs                 |               |                     |
| 7 luglio  | US Clay Court Championships 1946 River Forest, USA Singolare - Doppio                   | Shirley Fry Mary Arnold Prentiss 6-4 6-1                   | Virginia Kovacs Barbara Scofield-Davidson |               |                     |
| 7 luglio  | Torneo di Wimbledon 1946 Wimbledon, Gran Bretagna Erba Singolare - Doppio               | Pauline Betz 6-2 6-4                                       | Louise Brough                             |               |                     |
| 7 luglio  | Torneo di Wimbledon 1946 Wimbledon, Gran Bretagna Erba Singolare - Doppio               | Louise Brough Margaret Osborne 6-3, 2-6, 6-3               | Pauline Betz Doris Hart                   |               |                     |
| 13 luglio | Midland Counties Championships 1946 Edgbaston, Gran Bretagna Singolare - Doppio         | Joan Curry 7-5 6-3                                         | Jadwiga Jędrzejowska                      |               |                     |
| 13 luglio | Midland Counties Championships 1946 Edgbaston, Gran Bretagna Singolare - Doppio         | Jadwiga Jędrzejowska Jean Rinkel-Quertier                  | Joan Curry Betty Hilton                   |               |                     |
| 13 luglio | Irish Championships 1946 Dublino, Irlanda Singolare - Doppio                            | Louise Brough 6-2 7-5                                      | Doris Hart                                |               |                     |
| 13 luglio | Irish Championships 1946 Dublino, Irlanda Singolare - Doppio                            | Louise Brough Doris Hart                                   | Dorothy Bundy Cheney Bea Carris           |               |                     |
| 13 luglio | Irish Championships 1946 Dublino, Irlanda Singolare - Doppio                            | Doppio misto: Doris Hart Tony Mottram                      | Jean Bostock Cyril Kemp                   |               |                     |
| 14 luglio | Western Championships 1946 Indianapolis, USA Singolare - Doppio                         | Mary Arnold Prentiss 3-6 6-1 6-3                           | Shirley Fry                               |               |                     |
| 14 luglio | Western Championships 1946 Indianapolis, USA Singolare - Doppio                         |                                                            |                                           |               |                     |
| 20 luglio | Essex Championships 1946 Frinton, Gran Bretagna Singolare - Doppio                      | Jean Bostock 4-6 6-3 6-2                                   | Kay Stammers Menzies                      |               |                     |
| 20 luglio | Essex Championships 1946 Frinton, Gran Bretagna Singolare - Doppio                      | Kay Stammers Menzies Joan Ingram                           | Jean Bostock Joy Gannon                   |               |                     |
| 20 luglio | Welsh Championships 1946 Newport, Gran Bretagna Erba Singolare - Doppio                 | Gem Hoahing 6-1 6-2                                        | Joy Hibbert                               |               |                     |
| 20 luglio | Welsh Championships 1946 Newport, Gran Bretagna Erba Singolare - Doppio                 | Hilary Stoodley Morgan Moss 4-6 6-1 6-2                    | Gem Hoahing Joy Hibbert                   |               |                     |
| 21 luglio | Pennsylvania & Eastern Grass Court Championships 1946 Haverford, USA Singolare - Doppio | Virginia Wolfenden Kovacs 6-1 11-9                         | Dorothy Knode-Head                        |               |                     |
| 21 luglio | Pennsylvania & Eastern Grass Court Championships 1946 Haverford, USA Singolare - Doppio | Madge Vosters Barbara Clement 6-4 6-3                      | Barbara Scofield-Davidson Nancy Corbett   |               |                     |
| 28 luglio | Internazionali di Francia 1946 Parigi, Francia Terra rossa Singolare - Doppio           | Margaret Osborne 1-6 8-6 7-5                               | Pauline Betz                              |               |                     |
| 28 luglio | Internazionali di Francia 1946 Parigi, Francia Terra rossa Singolare - Doppio           | Louise Brough Margaret Osborne 6-4, 0-6, 6-1               | Doris Hart Patricia Todd                  |               |                     |
| 28 luglio | Seabright Invitational 1946 Seabright, USA Singolare - Doppio                           | Shirley Fry 6-4 2-6 6-2                                    | Mary Arnold Prentiss                      |               |                     |
| 28 luglio | Seabright Invitational 1946 Seabright, USA Singolare - Doppio                           | Shirley Fry Barbara Krase 6-0 6-2                          | Mary Arnold Prentiss Madge Vosters        |               |                     |

## Agosto
| Settimana | Torneo                                                                         | Vincitore                               | Finalista                         | Semifinalisti | Eliminati ai quarti |
| --------- | ------------------------------------------------------------------------------ | --------------------------------------- | --------------------------------- | ------------- | ------------------- |
| agosto    | Istanbul International Championships 1946 Istanbul, Turchia Singolare - Doppio | Simonne Mathieu                         |                                   |               |                     |
| agosto    | Istanbul International Championships 1946 Istanbul, Turchia Singolare - Doppio |                                         |                                   |               |                     |
| agosto    | Longwood Bowl Grass Court Championships 1946 Longwood, USA Singolare - Doppio  | Louise Brough 6-3 6-2                   | Margaret Osborne                  |               |                     |
| agosto    | Longwood Bowl Grass Court Championships 1946 Longwood, USA Singolare - Doppio  |                                         |                                   |               |                     |
| 4 agosto  | Maidstone Invitation 1946 East Hampton, USA Singolare - Doppio                 | Shirley Fry 3-6 6-4 7-5                 | Mary Arnold Prentiss              |               |                     |
| 4 agosto  | Maidstone Invitation 1946 East Hampton, USA Singolare - Doppio                 | Barbara Krase Shirley Fry 6-3 6-3       | Eleanor Cushingham Gussy Moran    |               |                     |
| 10 agosto | Hampshire Championhips 1946 Bournemouth, Gran Bretagna Singolare - Doppio      | Jadwiga Jędrzejowska 6-3 6-4            | Janet Morgan                      |               |                     |
| 10 agosto | Hampshire Championhips 1946 Bournemouth, Gran Bretagna Singolare - Doppio      | Joy Gannon Jadwiga Jędrzejowska 6-4 6-2 | J Coles Betty Uber                |               |                     |
| 11 agosto | Eastern Grass Court Championships 1946 Orange, USA Singolare - Doppio          | Shirley Fry 6-4 9-7                     | Virginia Wolfenden Kovacs         |               |                     |
| 11 agosto | Eastern Grass Court Championships 1946 Orange, USA Singolare - Doppio          | Mary Arnold Prentiss Patricia Todd      | Dorothy Knode-Head Phyllis Hunter |               |                     |
| 17 agosto | Queensland Championships 1946 Brisbane, Australia Singolare - Doppio           | Pat Jones 6-3 6-2                       | May Hardcastle                    |               |                     |
| 17 agosto | Queensland Championships 1946 Brisbane, Australia Singolare - Doppio           | Pat Jones Clare Proctor 6-3 6-8 6-2     | May Hardcastle Martin             |               |                     |
| 18 agosto | Essex County Championships 1946 Manchester, USA Singolare - Doppio             | Mary Arnold Prentiss 6-4 6-4            | Virginia Wolfenden Kovacs         |               |                     |
| 18 agosto | Essex County Championships 1946 Manchester, USA Singolare - Doppio             | Mary Arnold Prentiss Patricia Todd      | Kay Stammers Menzies Jean Bostock |               |                     |

## Settembre
| Settimana    | Torneo                                                                                                | Vincitore                                                               | Finalista                              | Semifinalisti | Eliminati ai quarti |
| ------------ | --- | ----------------------------------------------------------------------- | -------------------------------------- | ------------- | ------------------- |
| settembre    | Czechoslovakian International Championships 1946 Praga, Cecoslovacchia Terra rossa Singolare - Doppio | Magda Rurac 4-6 6-1 6-2                                                 | Helena Straubeova                      |               |                     |
| settembre    | Czechoslovakian International Championships 1946 Praga, Cecoslovacchia Terra rossa Singolare - Doppio |                                                                         |                                        |               |                     |
| settembre    | Czechoslovakian International Championships 1946 Praga, Cecoslovacchia Terra rossa Singolare - Doppio | Doppio misto: Magda Rurac Vinnie Rurac 6-4 7-5                          | Olga Miskova Robert Abdesselam         |               |                     |
| settembre    | Southern Transvaal Championships 1946 Johannesburg, Sudafrica Singolare - Doppio                      | Sheila Piercey Summers 6-1 6-4                                          | Nicholas                               |               |                     |
| settembre    | Southern Transvaal Championships 1946 Johannesburg, Sudafrica Singolare - Doppio                      |                                                                         |                                        |               |                     |
| 1º settembre | Swedish Hard Court Championships 1946 Stoccolma, Svezia Singolare - Doppio                            | Mary Lagerborg 8-6 6-1                                                  | Bibbi Gullbrandsson-Sanden             |               |                     |
| 1º settembre | Swedish Hard Court Championships 1946 Stoccolma, Svezia Singolare - Doppio                            |                                                                         |                                        |               |                     |
| 8 settembre  | Australian Hard Court Championships 1946 Sydney, Australia Singolare - Doppio                         | Nancy Wynne 7-5 6-1                                                     | Dulice Whittaker                       |               |                     |
| 8 settembre  | Australian Hard Court Championships 1946 Sydney, Australia Singolare - Doppio                         | Joyce Fitch Mary Bevis-Hawton 6-3 6-3                                   | Nancy Wynne Nell Hopman                |               |                     |
| 8 settembre  | Australian Hard Court Championships 1946 Sydney, Australia Singolare - Doppio                         | Doppio misto: John Bromwich Joyce Fitch 7-9 6-4 7-5                     | Colin Long Nancy Wynne                 |               |                     |
| 13 settembre | U.S. National Championships 1946 New York, USA Erba Singolare - Doppio                                | Pauline Betz 11-9 6-3                                                   | Doris Hart                             |               |                     |
| 13 settembre | U.S. National Championships 1946 New York, USA Erba Singolare - Doppio                                | Louise Brough Margaret Osborne 6-1, 6-3                                 | Mary Arnold Prentiss Patricia Todd     |               |                     |
| 14 settembre | South of England Championships 1946 Eastbourne, Gran Bretagna Singolare - Doppio                      | Joan Curry 4-4 (titolo condiviso, sospesa per pioggia)                  | Betty Hilton                           |               |                     |
| 14 settembre | South of England Championships 1946 Eastbourne, Gran Bretagna Singolare - Doppio                      | Betty Hilton Jean Rinkel-Quertier titolo condiviso, sospesa per pioggia | Joan Curry Peggy Dawson Scott          |               |                     |
| 16 settembre | New South Wales Hard Court Championships 1946 Dubbo, Australia Singolare - Doppio                     | Mary Bevis-Hawton 6-4 2-6 6-4                                           | Joyce Fitch                            |               |                     |
| 16 settembre | New South Wales Hard Court Championships 1946 Dubbo, Australia Singolare - Doppio                     | Joyce Fitch Mary Bevis-Hawton 6-4 6-3                                   | Taylor Esme Ashford                    |               |                     |
| 16 settembre | New South Wales Hard Court Championships 1946 Dubbo, Australia Singolare - Doppio                     | Doppio misto: Joyce Fitch Don Rocavert                                  |                                        |               |                     |
| 29 settembre | Pacific Southwest Championships 1946 Los Angeles, USA Singolare - Doppio                              | Pauline Betz 6-2 6-2                                                    | Dorothy Bundy Cheney                   |               |                     |
| 29 settembre | Pacific Southwest Championships 1946 Los Angeles, USA Singolare - Doppio                              | Pauline Betz Jean Bostock 4-6 7-5 9-7                                   | Louise Brough Margaret Osborne         |               |                     |
| 29 settembre | Pacific Southwest Championships 1946 Los Angeles, USA Singolare - Doppio                              | Doppio misto: Margaret Osborne Tom Brown 6-4 4-6 6-2                    | Marjorie Gladman Van Ryn Alejo Russell |               |                     |

## Ottobre
| Settimana  | Torneo                                                                                      | Vincitore                      | Finalista                         | Semifinalisti | Eliminati ai quarti |
| ---------- | ------------------------------------------------------------------------------------------- | ------------------------------ | --------------------------------- | ------------- | ------------------- |
| 7 ottobre  | Pacific Coast Championships 1946 Berkeley, USA Singolare - Doppio                           | Margaret Osborne 6-4 6-1       | Barbara Krase                     |               |                     |
| 7 ottobre  | Pacific Coast Championships 1946 Berkeley, USA Singolare - Doppio                           | Margaret Osborne Barbara Krase | Dorothy Knode-Head Phyliss Hunter |               |                     |
| 7 ottobre  | ACT Championships 1946 Canberra, Australia Singolare - Doppio                               | N. Mathews 6-1 8-6             | Southwell                         |               |                     |
| 7 ottobre  | ACT Championships 1946 Canberra, Australia Singolare - Doppio                               |                                |                                   |               |                     |
| 13 ottobre | Sydney Metropolitan Grass Court Championships 1946 Sydney, Australia Singolare - Doppio     | Joyce Fitch 6-3 4-6 6-2        | Mary Bevis-Hawton                 |               |                     |
| 13 ottobre | Sydney Metropolitan Grass Court Championships 1946 Sydney, Australia Singolare - Doppio     |                                |                                   |               |                     |
| 15 ottobre | Pan American International Championships 1946 Città del Messico, Messico Singolare - Doppio | Pauline Betz 6-4 15-13         | Margaret Osborne                  |               |                     |
| 15 ottobre | Pan American International Championships 1946 Città del Messico, Messico Singolare - Doppio |                                |                                   |               |                     |
| 27 ottobre | Sydney Metropolitan Hard Court Championships 1946 Rockdale, Australia Singolare - Doppio    | Joyce Fitch 3-6 6-3 6-4        | Mary Bevis-Hawton                 |               |                     |
| 27 ottobre | Sydney Metropolitan Hard Court Championships 1946 Rockdale, Australia Singolare - Doppio    |                                |                                   |               |                     |

## Novembre
| Settimana   | Torneo                                                                                | Vincitore                    | Finalista     | Semifinalisti | Eliminati ai quarti |
| ----------- | ------------------------------------------------------------------------------------- | ---------------------------- | ------------- | ------------- | ------------------- |
| 9 novembre  | New South Wales Championships 1946 Sydney, Australia Singolare - Doppio               | Nancy Wynne 6-3 4-6 6-1      | Thelma Coyne  |               |                     |
| 9 novembre  | New South Wales Championships 1946 Sydney, Australia Singolare - Doppio               |                              |               |               |                     |
| 24 novembre | Argentina International Championships 1946 Buenos Aires, Argentina Singolare - Doppio | Margaret Osborne 5-7 6-4 6-4 | Louise Brough |               |                     |
| 24 novembre | Argentina International Championships 1946 Buenos Aires, Argentina Singolare - Doppio |                              |               |               |                     |

## Dicembre
| Settimana  | Torneo                                                                           | Vincitore           | Finalista    | Semifinalisti | Eliminati ai quarti |
| ---------- | -------------------------------------------------------------------------------- | ------------------- | ------------ | ------------- | ------------------- |
| dicembre   | Eastern Province Championships 1946 Port Elizabeth, Sudafrica Singolare - Doppio | Plessis 6-2 6-2     | J. Scott     |               |                     |
| dicembre   | Eastern Province Championships 1946 Port Elizabeth, Sudafrica Singolare - Doppio |                     |              |               |                     |
| 7 dicembre | Victorian Championships 1946 Melbourne, Australia Singolare - Doppio             | Nancy Wynne 6-1 9-7 | Thelma Coyne |               |                     |
| 7 dicembre | Victorian Championships 1946 Melbourne, Australia Singolare - Doppio             |                     |              |               |                     |